# Hyles tatsienluica
Hyles tatsienluica är en fjärilsart som beskrevs av Charles Oberthür 1916. Hyles tatsienluica ingår i släktet Hyles och familjen svärmare. Inga underarter finns listade i Catalogue of Life.